# 張燾 (南宋)
張燾（1092年—1167年），字子公，饒州德興（今江西德興）人。南宋政治人物。

## 生平
政和八年（1118年）王昂榜進士第三人，授官文林郎、辟雍錄、秘書省正字。靖康元年，李纲为亲征行营使，聘燾入幕，李綱被貶，張燾亦貶。宋室南遷後，历任湖州通判、司勳員外郎、起居舍人、中书舍人等職，绍兴八年累官兵部侍郎。1138年任吏部尚书。绍兴三十二年（1162年）十月戊子，自左太中大夫、提举太平兴国宫除同知枢密院事。次年（1163年），任命为参知政事，以年老辞。乾道二年（1167年）卒，谥忠定。

## 家族
父張根，秘閣修撰。
有子張垓、張埏。

## 延伸阅读
[在维基数据编辑]